# 치브차어족
치브차어족(영어: Chibchan languages)은 온두라스 동부부터 콜롬비아 북쪽에 이르며 니카라과, 코스타리카, 파나마를 포함하는 지협-콜롬비아 지협의 원주민 언어들이 속하는 어족이다. 어족의 이름은 한때 쿤디보야센세 고원의 주민들이 사용했던 사어인 치브차어(또는 무이스쿠분어)에서 따왔다. 스페인 콩키스타도르의 침략 당시에 쿤디보야센세 고원의 남쪽 수도가 오늘날의 보고타이다. 그러나 오늘날의 유전학적·언어학적 증거에 따르면 치브차어족과 치브차어족 사용 민족들의 원래 중심지는 콜롬비아가 아니라 코스타리카와 파나마의 국경 지대로 보인다. 치브차어족 언어들이 가장 다양하게 나타나는 지역이 바로 이곳이다.

## 분류
- A
  - 와이미어군 (과이미어군)
    - 와이미어 (응오베레어, 모베레어) – 화자 170,000명, 파나마에서는 취약, 코스타리카에서는 소멸 위기
    - 부글레레어 (보고타어) – 화자 18,000명, 소멸 위기

  - 보룽카어 (브룽카어) – 화자 140명, 소멸 직전
  - 탈라망카어군
    - 웨타르어 (구에타르어) †
    - 브리브리어 (탈라망카어), 화자 7,000명 – 코스타리카에서는 취약, 파나마에서는 소멸 위기
    - 카베카르어 (탈라망카어) – 화자 8,800명, 취약
    - 테리베어 (노르테뇨어) – 화자 3,300명, 소멸 위기
- B
  - 파야어 (페치어) – 화자 990명, 소멸 위기
  - 도라스케어 †
  - 보토어군
    - 라마어 – 740명, 소멸 직전
    - 보토어 †
    - 말레쿠어 (과투소어) – 750명, 소멸위기
    - 코로비시어 – 코스타리카 서북부 †

  - 쿠나·콜롬비아어군
    - 쿠나어 (둘레가야어) – 60,600명, 파나마에서는 취약, 콜롬비아에서는 소멸 위기
    - 치브차·모틸론어군
      - 바리어 (모틸론어) – 5,000명, 취약
      - 치브차·투네보어군
        - 치브차어 †
        - 두이트어 (무이스카어) †
        - 우와어 (투네보어) – 2,550명, 소멸 위기
        - 과네어 † – 콜롬비아

    - 아르와코·치밀라어군
      - 치밀라어 – 350명, 소멸 위기
      - 아르와코어군
        - 위와어 (말라요어, 과마카어) – 1,850명, 소멸 위기
        - 캉콰모어 †
        - 아르와코어 (이카어) – 8,000명, 취약
        - 코기어 – 9,910명, 취약

지금은 사라진 산타페데안티오키아의 옛 언어와 고대 카티오어, 누타베어는 모두 치브차어족에 속함이 밝혀졌다(Adelaar & Muysken, 2004:49). 타이로나 문화의 언어는 단 한 단어를 빼놓고 완전히 사라졌지만, 산타마르카 산악 지대에서 여전히 쓰이고 있는 아르와코어군에 속할지도 모른다. 콜롬비아 북부 세누(또는 시누) 문화의 언어와 말리부어족 언어를 치브차어족에 포함시키기도 하지만 여기에는 아무런 사실적 근거가 없다.
오랜 세월 동안 치브차어족의 쿠나어 단어목록이 착오로 인해 콜럼버스 이전 시대 파나마의 공용어였으나 16세기에 사멸한 쿠에바어 단어목록으로 여겨져 왔다. 이 때문에 쿠에바어를 치브차어족으로 잘못 생각해 왔는데, Constenla의 주장에 따르면 쿠에바어는 사실 초코어족에 속한다고 하나 증거가 부족하다.
에콰도르와 콜롬비아에서 쓰이는 코판어는 차용 어휘 때문에 치브차어족으로 잘못 분류된 적 있다.

## 다른 어족과의 관계
치브차어족, 미수말파어족, 싱카어족, 렝카어족이 모두 확대 치브차어족이라는 더 큰 어족에 속한다는 가설이 제기되었다. Kaufman (1990)은 이 가설이 설득력 있다고 판단하였다.

## 참고 문헌
- Constenla Umaña, A. (1981). Comparative Chibchan Phonology. (Ph.D. dissertation, Department of Linguistics, University of Pennsylvania, Philadelphia).
- Constenla Umaña, Adolfo. (1991). Las lenguas del Área Intermedia: Introducción a su estudio areal. Editorial de la Universidad de Costa Rica, San José.
- Constenla Umaña, Adolfo. (1995). Sobre el estudio diacrónico de las lenguas chibchenses y su contribución al conocimiento del pasado de sus hablantes. Boletín del Museo del Oro 38–39: 13–56.
- Greenberg, Joseph H. (1987). Language in the Americas. Stanford: Stanford University Press.
- Holt, Dennis (1986). The Development of the Paya Sound-System. (Ph.D. dissertation, Department of Linguistics, University of California, Los Angeles).
- Quesada, J. Diego (2007). The Chibchan Languages. Editorial Tecnológica de Costa Rica, 259 pp. ISBN 9977-66-186-3.
- A journal of Chibchan linguistics Estudios de Lingüistica Chibcha is published by the Universidad de Costa Rica.